# Aarhus Gymnastikforening 1956-1957
Questa voce raccoglie le informazioni riguardanti il Aarhus Gymnastikforening nelle competizioni ufficiali della stagione 1956-1957.

## Avvenimenti
L'Aarhus GF vince il campionato danese. La formazione partecipa alla Coppa dei Campioni, venendo eliminata al primo turno dal francese Nizza col punteggio complessivo di 2-6.

## Organico 1956-1957

### Rosa
| N. |                      | Ruolo | Calciatore             |
| -- | -------------------- | ----- | ---------------------- |
|    | Danimarca (bandiera) | P     | Henry From             |
|    | Danimarca (bandiera) | D     | John Amdisen           |
|    | Danimarca (bandiera) | D     | Bjarke Gundlev         |
|    | Danimarca (bandiera) | D     | Per Knudsen            |
|    | Danimarca (bandiera) | D     | Hans Gregersen         |
|    | Danimarca (bandiera) | C     | Peder Kjær-Andersen    |
|    | Danimarca (bandiera) | C     | Hans Madsen            |
|    | Danimarca (bandiera) | C     | Hans Christian Nielsen |
|    | Danimarca (bandiera) | C     | Jørgen Olesen          |

| N. |                      | Ruolo | Calciatore        |  |
| -- | -------------------- | ----- | ----------------- |  |
|    | Danimarca (bandiera) | C     | Svenning Pilgaard |  |
|    | Danimarca (bandiera) | A     | Kaj Christensen   |  |
|    | Danimarca (bandiera) | A     | Aage Rou Jensen   |  |
|    | Danimarca (bandiera) | A     | Erik Jensen       |  |
|    | Danimarca (bandiera) | A     | John Jensen       |  |
|    | Danimarca (bandiera) | A     | Gunnar Kjeldberg  |  |
|    | Danimarca (bandiera) | A     | Poul Pedersen     |  |
|    | Danimarca (bandiera) | A     | Svend Thøgersen   |  |
|    | Danimarca (bandiera) | A     | Ib Thygesen       |  |